# Smithfield, Ohio
Smithfield är en ort i Jefferson County i delstaten Ohio, USA.